# Carolyn Murphy
 (mai 2014).
Si vous disposez d'ouvrages ou d'articles de référence ou si vous connaissez des sites web de qualité traitant du thème abordé ici, merci de compléter l'article en donnant les références utiles à sa vérifiabilité et en les liant à la section « Notes et références ».
Pour les articles homonymes, voir Murphy.
Carolyn Murphy, née le 11 août 1974 à Panama City, en Floride, est un mannequin et une actrice américaine.

## Biographie

### Vie privée
Carolyn Murphy épouse Jack Schroeder en 1999. Elle donne naissance à une fille, Dylan Blue. Carolyn Murphy et Jack Schroeder divorcent en 2002. Elle est ensuite en couple avec Brandon Boyd, le chanteur du groupe Incubus de 2002 à 2009.

## Filmographie

### Cinéma
- 1999 : Liberty Heights de Barry Levinson : Dubbie
- 2013 : Mademoiselle C. de Fabien Constant : elle-même
- 2017 : Walking de Thomas Lachambre et Peter Lindbergh : elle-même (court-métrage)

### Télévision
- 2012-2013 : Project Runway All Stars (en) : elle-même (présentatrice)
- 2014 : Sports Illustrated Swimsuit: 50 Years of Beautiful de Gary Halvorson (en) : elle-même